# Ligne de Nancy à Longuyon
Selon l'ancienne numérotation des lignes de la région Est de la SNCF, la ligne 12 reliait Nancy à Longuyon sur l'artère Nord-Est.
Elle est constituée des lignes :
- Longuyon - Pagny-sur-Moselle, ou ligne 12 Nord
- Frouard - Novéant, ou ligne 12 Sud.